# Objektskonstans
objektskonstans, förmågan att se personer som en enda, sammansatt individ och inte som flera fristående individer beroende på sammanhanget och uppträdandet. Barnet som ännu inte har lärt sig objektskonstans kan se de glada föräldrarna och de arga föräldrarna som olika personer. Objektskonstans är nödvändigt för att kunna förutspå hur en annan person kommer att reagera eller handla.
Personer med narcissism har ofta brister i objektskonstansen, vilket innebär att de trots mycket god förmåga att uppfatta signaler från omgivningen som berör dem själva ändå har mycket svårt att förutsäga hur omgivningen kommer att reagera.